# والاس برات
والاس برات (بالإنجليزية: Wallace Pratt)‏ هو محافظ على الطبيعة وجيولوجي أمريكي، ولد في 15 مارس 1885، وتوفي في 25 ديسمبر 1981.